# Polyrhachis laevissima
Polyrhachis laevissima é uma espécie de formiga do gênero Polyrhachis, pertencente à subfamília Formicinae.